# Antonio Abetti
Antonio Abetti (19 de junho de 1846 – 20 de fevereiro de 1928) foi um astrônomo italiano.

## Vida
Nascido em San Pietro di Gorizia (Šempeter-Vrtojba), obteve um diploma em matemática e engenharia na Universidade de Pádua. Casou-se com Giovanna Colbachini em 1879 e tiveram dois filhos. Morreu em Arcetri.

## Trabalho
Ele se formou em engenharia em Pádua em 1867. Ele trabalhou em observatórios em Pádua, Berlim e foi professor de astronomia em Florença.
Aluno de G. Santini e G. Lorenzoni, dedicou-se ao estudo das circunstâncias dos eclipses, das posições dos planetas e cometas e das ocultações estelares produzidas pelos planetas, com o objetivo de melhorar o conhecimento do movimento da Terra e dos corpos menores do sistema solar. Ele foi o primeiro a usar um espectroscópio para estudar o trânsito de planetas na frente do disco solar; isso aconteceu durante a expedição a Muddapur, em Bengala, organizada em 1874 para observar o trânsito de Vênus na frente do Sol.
Em 1876 ficou em Berlim, no Instituto de Efemérides Astronômicas, para aprofundar o estudo do cálculo das órbitas planetárias, aperfeiçoando assim também sua cultura astronômica. De 1894 a 1921 foi diretor do Observatório Arcetri, onde reorganizou as atividades de pesquisa, melhorou a qualidade dos instrumentos astronômicos e construiu um telescópio 
Sua cultura técnica e sua habilidade como observador foram decisivas quando assumiu a direção do Observatório Arcetri após conquistar o cargo de professor titular de astronomia no Instituto de Estudos Superiores de Florença. Abetti encontrou uma situação de grande dificuldade em Arcetri: a construção do novo observatório, construído na colina de Arcetri em 1872, estava em estado de abandono devido às dificuldades em que se encontrava o Instituto de Estudos Superiores e à morte prematura de Donati que desejava fortemente o observatório, mas que não conseguiu concluir a transferência da astronomia florentina da Specola da Via Romana para a colina de Arcetri. Antonio Abetti, além de reorganizar as atividades de pesquisa e serviço, convencendo o astrônomo páduo Bortolo Viaro a segui-lo, cuidou de melhorar a qualidade dos instrumentos astronômicos instalados em Florença. Dedicou grande atenção ao desenvolvimento da instrumentação: teve o mérito de ter ampliado as atividades da oficina mecânica do Observatório de Pádua.
Nos 40 anos de carreira, de 1879 a 1919, ele observou 121 cometas, determinando 2 600 posições para eles, e 798 planetas, definindo mais de 6 500 posições, e somente em Arcetri, a partir de 1895, ele conseguiu estabelecer 7 830 posições entre cometas e pequenos planetas.
Os interesses de Antonio Abetti não se limitaram à astronomia: Abetti estava de fato envolvido no cálculo de probabilidade aplicado à teoria dos erros, as soluções das equações encontradas no método dos mínimos quadrados e algumas obras da história da astronomia também são conhecidas dele.

## Homenagens
- Membro da Academia dei Lincei.
- Membro da Royal Astronomical Society.
- A cratera Abetti na Lua é nomeada em homenagem a Antonio e seu filho Giorgio Abetti.
- O planeta menor 2646 Abetti também é nomeado em homenagem a Antonio e seu filho.[2]